# ガッタンゴットンGO!
「ガッタンゴットンGO!」（ガッタンゴットンゴー）は、日本の男性グループ・BOYS AND MENの楽曲で、23作目のシングル。シングルは2019年12月25日にユニバーサル ミュージックのレーベル、Virgin Musicからリリースされた。同年公開のアニメ映画『劇場版 新幹線変形ロボ シンカリオン 未来からきた神速のALFA-X』の主題歌である。

## 背景とリリース
2019年5月リリースの『頭の中のフィルム』に続くシングルである。この間、派生ユニットの誠が6月に出したインディーズ・シングル『フォルティシモ＃ff』を挟む。『頭の中のフィルム』は適応障害によりBOYS AND MENの活動を休止した田中俊介が不参加の9人体制で発表されたが、田中が11月にグループを脱退したことで、本作が9人組として最初に出した楽曲となる。
BOYS AND MENは、2018年1月から放送されたテレビアニメ『新幹線変形ロボ シンカリオン』の主題歌「進化理論」を歌った。主題歌は半年で替わる予定であったが、延長を重ねて1年半の全放送期間で使用された。そしてアニメの劇場版の制作が決まって、その主題歌を引き続きBOYS AND MENが歌うことになり、作られたのが本作である。
10月1日に本作についての情報が公開され、7日に冠ラジオ番組『BOYS AND MEN 栄第七学園男組』(CBCラジオ)でフル音源を解禁した。11月13日に「ガッタンゴットンGO!」単曲の音楽配信を開始、19日にミュージックビデオをYouTube上で公開した。30日に田中が脱退を発表して、BOYS AND MENは9人組となる。12月15日に完成披露試写会がおこなわれて、BOYS AND MENもそこに登壇。「ガッタンゴットンGO!」と「進化理論」のライブ・パフォーマンスを披露した。シングルは25日にリリースされ、当日は名古屋市公会堂でイベントを開催。『劇場版 新幹線変形ロボ シンカリオン 未来からきた神速のALFA-X』は27日に公開された。この映画に、辻本達規が渡島カムイ役で出演した。
BOYS AND MENは2020年に結成10周年記念として海外制作の楽曲を発表する予定であったが、新型コロナウイルス感染症の世界的流行の影響からそれを取り止め、9月に次作『Oh Yeah』をリリース。「ガッタンゴットンGO!」はこれとともに2021年1月リリースのオリジナル・アルバム『BOYMEN the Universe』に収められた。次々作「ニューチャレンジャー」で、ふたたび『シンカリオン』の主題歌を担った。

## 制作、音楽性
作詞作曲は『ボイメン・ザ・ベスト』のリード曲「男気・夢・音頭」を共同で手がけた岡嶋かな多（クレジットはKanata Okajima）と山本隼人（同、Hayato Yamamoto）、編曲は「進化理論」や「頭の中のフィルム」を手がけた源田爽馬（同、Soma Genda）による。BOYS AND MENは、『シンカリオン』の主題歌ということで「進化理論」のような躍動感、疾走感といったイメージの曲を想像していたので、ミディアムテンポのこの曲を最初は意外に感じたという。歌詞は「手を振るよ」という別れの描写から始まり、歌唱においてディレクターから「『シンカリオン』の主要キャラクターの成長やストーリーを落とし込んで歌ってほしい」というディレクションがあり、子供向けに元気いっぱいに、自分が子供になったつもりで歌った「進化理論」から、「成長」を意識した歌を目指した。また、曲のリリースおよび映画の公開時期に合わせた、クリスマスソングのような雰囲気の曲だとも言及している。

## リリース形態、カップリング
CDシングルは、通常盤、初回限定盤A・B・Cの3種、レーベルのウェブストア限定で販売されるピクチャーレーベルCD「UNIVERSAL MUSIC STORE限定盤」のBOYS AND MEN盤・YanKee5盤・誠盤の3種の、7つのタイプでリリースされた。初回限定盤AとBは、カップリングに新曲「大阪府」と「粋やがれ」が含まれ、「ガッタンゴットンGO!」のミュージックビデオなどを収めたDVDが付属する。通常盤と初回限定盤Cは、『シンカリオン』仕様のジャケットデザイン（通常盤はシンカリオン5体のイラスト、初回限定盤Cは主人公ハヤトほか「運転士」7人のイラスト）であり、カップリングに「進化理論」が収められる。
カップリングの「大阪府」は、お笑いタレントでミュージシャンのはなわの楽曲（『HANAWA ROCK』、2003年）を、はなわが改めて歌詞を大幅に書き換え、リアレンジを施したリニューアル・カバーである。名古屋を拠点とするBOYS AND MENが大阪に乗り込む、という内容の冠バラエティ『ボイメンのなにわ統一大作戦〜ヤベー敵地にいざ出陣!〜』(MBSテレビ)のテーマソングとして使用された。「粋やがれ」は、前作収録曲「夢Chu☆毒」の流れをくむ昭和歌謡風のラブソングである。

## ミュージックビデオ
ミュージックビデオの演出は大久保拓朗。「新幹線が大好きで車掌になりたいという夢を持つ少年が、サプライズで保育園にやって来たBOYS AND MENと出会い、一緒に遊んで、その夢をさらに強く抱く。その思い出を胸に大人になった少年は、夢を叶えて車掌になった。」というストーリーと、BOYS AND MENの活動拠点である名古屋市にあるリニア・鉄道館で、展示されている新幹線をバックにパフォーマンスをするシーンを交えた内容である。少年役は子役の高橋なおき。辻本達規が本人役と成長した少年役の二役を演じた。振り付けは「帆を上げろ!」や「炎・天下奪取」を担当したラッキィ池田による。

## チャート成績
2020年1月6日付けのオリコン週間シングルランキングで1位を獲得。順位、売上とも前作『頭の中のフィルム』を上回った。ビルボード・ジャパンのチャートでは、週間セールス・チャートTop Singles Salesで1位を獲得するも、総合チャートHot 100ではOfficial髭男dismの「Pretender」に次ぐ2位にとどまった。2020年の年間ランキングにおいて、オリコンでは45位を記録。ビルボード・ジャパンでは、Top Single Salesで41位を記録、Hot 100は圏外、という成績である。

## シングル収録内容

### CD
| #         | タイトル                | 作詞                            | 作曲                            | 編曲            | 時間  |
| --------- | ----------------------- | ------------------------------- | ------------------------------- | --------------- | ----- |
| 1.        | 「ガッタンゴットンGO!」 | Kanata Okajima、Hayato Yamamoto | Kanata Okajima、Hayato Yamamoto | Hayato Yamamoto | 4:02  |
| 2.        | 「大阪府」              | はなわ                          | はなわ                          | 小林俊太郎      | 4:56  |
| 3.        | 「粋やがれ」            | YUMIKO                          | 後藤康二                        | 後藤康二        | 4:00  |
| 合計時間: | 合計時間:               | 合計時間:                       | 合計時間:                       | 合計時間:       | 12:58 |

| #         | タイトル                | 作詞      | 作曲            | 編曲       | 時間 |
| --------- | ----------------------- | --------- | --------------- | ---------- | ---- |
| 1.        | 「ガッタンゴットンGO!」 |           |                 |            | 4:02 |
| 2.        | 「進化理論」            | 藤林聖子  | Coffee Creamers | Soma Genda | 3:36 |
| 合計時間: | 合計時間:               | 合計時間: | 合計時間:       | 合計時間:  | 7:38 |

| #  | タイトル                | 作詞 | 作曲・編曲 |
| -- | ----------------------- | ---- | ---------- |
| 1. | 「ガッタンゴットンGO!」 |      |            |
| 2. | 「大阪府」              |      |            |

### DVD
| #  | タイトル                                       | 作詞 | 作曲・編曲 |
| -- | ---------------------------------------------- | ---- | ---------- |
| 1. | 「ガッタンゴットンGO!」(Music Video)           |      |            |
| 2. | 「ガッタンゴットンGO!」(Making of Music Video) |      |            |

| #  | タイトル                                         | 作詞 | 作曲・編曲 |
| -- | ------------------------------------------------ | ---- | ---------- |
| 1. | 「ガッタンゴットンGO!」(Music Video)             |      |            |
| 2. | 「ガッタンゴットンGO!」(Making of Jacket Photos) |      |            |

### 音楽配信
| #  | タイトル                          | 作詞 | 作曲・編曲 |
| -- | --------------------------------- | ---- | ---------- |
| 1. | 「ガッタンゴットンGO!」           |      |            |
| 2. | 「大阪府」                        |      |            |
| 3. | 「粋やがれ」                      |      |            |
| 4. | 「ガッタンゴットンGO!」(カラオケ) |      |            |